# Milan Obrenović (kralj)
Milan Obrenović (Mărăşeşti, Rumunjska, 22. rujna 1854. – Beč, 11. veljače 1901.) bio je knez i kralj Srbije iz dinastije Obrenovića.

## Životopis
Milan Obrenović (Milan M. Obrenović IV.) rođen je u Mărăşeştiu, nedaleko grada Iaşija u Rumunjskoj na veleposjedu svoga oca Miloša, sina Jevrema Obrenovića, brata kneza Miloša Obrenovića.
Otac Milana Obrenovića je kao strani najamnik služio u rumunjskoj vojsci i poginuo u borbi s Turcima kod Bukurešta 20. studenoga 1861. godine. Milanova majka, Elena Maria Catargiu bila je kći rumunjskog grofa Costina Catargiua.
Nakon Milanova rođenja, Miloš i Elena Marija su se razveli. 
Milan je bio njihov jedini sin i imao je jednu sestru, Tomaniju. Nakon pogibije oca, o njemu se brinula majka koja je vodila život raskošne aristokratkinje. Milanovom odgoju nije obraćala posebnu pozornost. Brigu o mladom Milanu preuzeo je njegov rođak, knez Mihailo Obrenović, knez Srbije. Milan Obrenović došao je sa šest godina u Kragujevac kod kneza Mihaila koji je vodio brigu o njemu. Knez mu je dodijelio izvrsnu guvernantu koja ga je odgajala i podučavala. Kasnije je knez Mihailo poslao Milana na školovanje u Pariz. Obrazovanje koje je Milan dobio u Srbiji bilo je oskudno. U Kragujevcu je bio okružen neugodnim i neraspoloženim osobama koje su ga na sve moguće načine pokušavale unazaditi. Jedan od glavnih odojitelja mladog Milana Obrenovića bio je i dubrovački pjesnik Medo Pucić.

## Knez Milan Obrenović
Nakon ubojstva kneza Mihaila Obrenovića na Košutnjaku, na prijedlog ministra Milivoja Blaznavca za novog nasljednika proglašen je Milan Obrenović, tada četrnaestogodišnjak. Zbog toga što je bio maloljetan u vrijeme izbora, umjesto njega sve do 1872. godine vladalo je namjesništvo: Blaznavac, Ristić i Gavrilović. 
Prva mjera namjesništva bila je donošenja Ustava 29. lipnja 1869. godine kojim je predviđeno da srpsko prijestolje, ako bi izumrla zakonita muška linija Obrenovića, mogu naslijediti potomci kneza Miloša po ženskoj liniji. Ovaj Ustav nailazi na snažan otpor oporbe.
Napunivši 18 godina, knez Milan Obrenović 1872. godine preuzeo je vlast od namjesništva. Na početku svoje vladavine oslanjao se uglavnom na vojsku, pa je radio na njenom jačanju. U vanjskoj politici oslanjao se sve više na Rusiju. U njegovo vrijeme zbilo se je nekoliko važnih događaja.
Kada je u Nevesinju izbio ustanak, tzv. Nevesinjska puška, 1875. godine, knez Milan odbio je sudjelovati u ustanku te ga osuđivao. U ustanku se pod pseudonimom Petar Mrkonjić borio i budući kralj Srbije Petar Karađorđević.
Pod pritiskom javnog mnijenja objavio je rat Turskoj 1876. godine, ali bez dovoljno diplomatske pripreme završen je porazom Srbije, 1877. godine. Iste godine, 2. prosinca, na inzistiranje Rusije, ponovno stupio je u rat. Vojska Kneza Milana kretala se prema Nišu, Pirotu i Vranju. Nakon potpisivanja Sanstefanskog ugovora došlo je do preokreta u politici kneza Milana. Rusi su forsirali Bugare u stvaranju Sanstefanske Bugarske, nauštrb srpskih područja, pa se knez sve više okretao Austro-Ugarskoj.
Odlukom Berlinskog kongresa 1878. godine Kneževina Srbija dobila je neovisnost. Nakon odluka Berlinskoga kongresa Srbija je dobila Vranjski, Niški, Pirotski i Toplički okrug, a zauzvrat se suglasila da Austro-Ugarska može okupirati Bosnu i Hercegovinu. Knez Milan šalje i prvu delegaciju da povede pregovore s Austro-Ugarskim dvorom. Na čelu delegacije bili su Jovan Ristić, vođa liberala koji se obvezao da će u ime Srbije s Austro-Ugarskom zaključiti trgovački ugovor i izgraditi željezničku prugu.
Željeznička konvencija potpisana je 28. ožujka 1880. godine. Knez Milan bio je uvrijeđen držanjem Rusije prema Srbiji. 1881. godine otišao je u službeni posjet Petrogradu, kod ruskoga cara Aleksandra III. Romanova. U Petrogradu je primljen dosta hladno, gotovo s odbacivanjem. Rusija je potvrdila svoju politiku s Berlinskoga kongresa. Po povratku iz Petrograda, knez Milan svratio je do Beča i utanačio politički ugovor s Austro-Ugarskom.
Taj dokument bila je tzv. Tajna konvencija, koju je u Beogradu potpisao Čedomilj Mijatović 16. lipnja 1881. godine. Tajna konvencija podrazumijevala je uzajamnu i prijateljsku politiku Srbije i Austro-Ugarske, gdje se Srbija obvezala da na svom području neće dozvoliti politička spletkarenja protiv Austro-Ugarske monarhije, a za uzvrat Austro-Ugarska obvezala se je lobirati za proglašenje Srbije kraljevinom. Nakon ovoga sporazuma, predsjednik ministarskoga savjeta Mihailo Piroćanac podnio je ostavku zajedno s vladom, koja nije prihvaćena.
Sljedeći čin bilo je proglašenje Srbije kraljevinom, 21. veljače (po novom kalendaru 6. ožujka) 1882. godine. Car Franjo Josip I. osobno je čestitao Kralju Milanu Obrenoviću.

## Kralj Milan Obrenović
Odmah po proglašenju Milana Obrenovića kraljem Srbije, počeo se naglo mijenjati politički život u zemlji. U to vrijeme počele su se stvarati političke stranke u Srbiji. Stvorene su: Radikalna stranka 1831., čiji je vođa bio Nikola Pašić, Liberalna stranka sa svojim vođom Jovanom Ristićem i Naprednjačka stranka kao osobna stranka kralja Milana.
Narod je počeo biti nezadovoljan vladavinom kralja Milana. Bojeći se narodnog nezadovoljstva, a i zbog nabave novih pušaka, kralj Milan se pozvao na pravo osnivanja vojske u pričuvi i naredio je prikupljanje oružja od naroda i stavljanje u spremišta. Radikali su poveli žestoku borbu protiv režima kralja Milana. Seljaci Timočke krajine pružili su otpor sakupljanju oružja i po nagovoru radikalne stranke odbili su predati oružje.
U okolini Zaječara i Knjaževca, 1883. godine, izbila je Timočka buna koju su kralj Milan i vojska ugušili. Tada je kralj Milan ukinuo narodnu vojsku i počeo stvarati redovitu vojsku, koja će mu biti odana. Nakon gušenja bune kralj je počeo progoniti radikale zbog čega je njihov vođa Nikola Pašić pobjegao u Bugarsku gdje je nastavio s radom.
Politika kralja Milana prema Bugarskoj počela se je sve više zaoštravati zbog njegovoga veleposjeda Bregovo koje je pripalo Bugarskoj kao i zbog stalne prijetnje da izbjegle radikalske pristalice predvođene Pašićem povrate svoju nekadašnju moć. Ujedinjenje Bugarske s Istočnom Rumelijom, 1885. godine, Milan je doživio kao pripremu za osvajanje Makedonije, što je bio povod za rat s Bugarskom. U kratkotrajnom ratu Srbija je poražena, a glavna bitka bila je na rijeci Slivnici od 5. do 7. studenoga 1885. godine. Mir je sklopljen u Bukureštu, po načelu povratka na prvobitno stanje. 
Neposredno nakon završetka Srpsko-bugarskoga rata, izvršen je pokušaj atentata na kralja Milana, na vrlo specifičan način. Urotnici su uspjeli uvući se u kraljev dvor i prepiliti grede njegove kupaonice. Samo zahvaljujući budnosti stražara koji su primijetili provalu, kralj Milan Obrenović uspio se spasiti.
Zbog ljubavnih avantura došao je u sukob sa svojom suprugom, kraljicom Natalijom. Nakon brojnih peripetija, došlo je do pravno sumnjivoga razvoda 1888. godine. 
Kao vid prvog popuštanja pred narodom, kralj Milan je još 1. studenoga 1887. godine odobrio mirovinu zbačenome episkopu i mitropolitu Mihailu, ali ne i njegov povratak u Srbiju. Iste godine produžena je valjanost Tajne konvencije uz dodatnu odredbu da će Austro-Ugarska štititi interese Obrenovića. 
Godine 1888. proglašen je Radikalski ustav poznat po svojoj liberalnosti i naprednosti. Pri njegovom donošenju, kao uzor je korišten belgijski ustav iz 1835. godine.
Dne 22. veljače 1889. godine na proslavi Dana Kraljevine, kralj Milan objavio je svoju abdikaciju. Silazeći s prijestolja, kralj Milan je, po Ustavu, odredio tri namjesnika, koji su trebali vladati do punoljetnosti kralja Aleksandra.

## Povlačenje i smrt Milana Obrenovića
Nakon ustupanja prijestolja svome maloljetnome sinu, kralj Milan se još neko vrijeme zadržao u Srbiji. Nakon povratka kraljice Natalije u Beograd, koja je željela biti na usluzi sinu Aleksandru, Milan je uspio isposlovati njeno progonstvo, što je izazvalo nerede, 1. lipnja 1891. godine, u Beogradu u kojima su bile dvije žrtve. Kralj Milan postao je nepopularan. Od ruskog dvora je izgleda dobio novčanu pomoć od dva milijuna dinara pod uvjetom da zauvijek napusti Srbiju.
Vlada je na osnovi Milanovoga pristanka ispunjenja ovoga zahjteva, 14. ožujka 1892. godine, donijela zakon po kojem se kralju Milanu zabranjuje boravak u Srbiji i ponovno dobivanje srpskoga državljanstva bez privole Narodne Skupštine. Samo u slučaju bolesti kralja Aleksandra, Milan je imao pravo doći i ostati u Srbiji za vrijeme trajanja bolesti. U međuvremenu kralj Aleksandar izvršio je državni udar i proglasio se punoljetnim. Nakon prvoga odlaska i povratka u Srbiju, kralj Milan je u proljeće 1895. godine po drugi puta napustio Srbiju, a u zemlju se opet vratila protjerana kraljica Natalija Obrenović.
Nakon novog dogovora sa sinom, Milan se ponovno vratio u Srbiju, 7. listopada 1897. godine. Aleksandar mu je dao položaj vrhovnoga zapovjednika aktivne vojske, a Milan je počinje osposobljavati i osuvremenjivati. 
Na Milana Obrenovića pokušan je još jedan atentat, na svetog Ivana Krstitelja po julijanskom kalendaru, 24. lipnja 1899. godine, kada ga je Đura Knežević pokušao ubiti. Milan Obrenović odmah je započeo novi obračun s radikalima.
Do novih problema s kraljem Aleksandrom dolazi nakon njegove odluke da se vjenča s Dragom Mašin. Kralj Milan ga je prekorio u pismu i nije mu dao blagoslov. Nakon toga Milan je krajem 1900. godine zauvijek otputovao iz Srbije. Jedno vrijeme boravio je u Karlsbadu, pa zatim u Temišvaru a posljednje trenutke proveo je u Beču.
U Beču se je smrtno razbolio od upale pluća. Car Franjo Josip I., u znak dobrih odnosa stavio mu je na raspolaganje jednu svoju kuću u kojoj je bolesni Milan do smrti boravio u društvu mađarskoga grofa Eugena Zichyja. 
Milan Obrenović umro je u Beču 11. veljače 1901. godine, u 47. godini života.
Pokopan je u Krušedolu, pokraj kneginje Ljubice.